# 빈고오치아이역
빈고오치아이역(일본어: 備後落合駅)은 일본 히로시마현 쇼바라시에 위치한 서일본 여객철도의 철도역이다. 게이비 선의 소속역이며, 이 역을 기·종점으로 하는 기스키 선이 운행하는 등 2개의 노선이 운행되고 있다. 단선 · 섬식의 형태를 합친 2면 3선의 복합 승강장을 갖춘 지상역이다.

## 타는 곳
| 1 | ■ 기스키 선 |      | 이즈모요코타 · 기스키 방면 | 이즈모요코타 · 기스키 방면 |
| 2 | ■ 게이비 선 | 하행 | 미요시 · 히로시마 방면     | 일부 3번 승강장            |
| 3 | ■ 게이비 선 | 상행 | 니미 방면                  | 니미 방면                  |

## 역 주변
- 국도 제183호선 · 국도 제314호선

## 역사
- 1935년 12월 20일 : 일본국유철도 쇼바라 선이 빈고사이조역까지 연장해, 종착역으로서 개업.
- 1936년 10월 10일 : 산신 선이 오누카역부터 이 역까지 연장. 동시에 쇼바라 선이 산신 선으로 편입되어, 빗추코지로역 - 빈고토카이치 역 - 간이 산신 선으로 되어, 이 노선의 도중역이 되었다.
- 1937년
  - 7월 1일 : 게이비 철도 국유화에 의해, 빗추코지로 역 - 히로시마역 간을 게이비 선으로 했기 때문에 이 노선 소속이 된다.
  - 12월 12일 : 기스키 선 전체 개통에 의해, 이 노선과 게이비 선의 접속역이 되었다.
- 1983년 10월 10일 : 출납 폐지.
- 1986년 11월 1일 : 출납 재개.
- 1987년 4월 1일 : 일본국유철도 분할 민영화에 의해, 서일본 여객철도가 승계.
- 1997년 : 무인화.
- 2006년
  - 7월 18일 : 폭우에 의해 이 역 - 히바야마 역 간에서 대규모 사면 붕괴가 발생해, 게이비 선은 이 역 - 빈고사이조 역 간이 통제하게 된다.
  - 7월 20일 : 게이비 선 통제에 의해, 대행 버스 운행 개시.
- 2007년 4월 1일 : 게이비 선 복구 공사가 완료해, 전 노선이 운행 재개.

## 인접 역
| 서일본 여객철도 게이비 선 | 서일본 여객철도 게이비 선 | 서일본 여객철도 게이비 선 |
| ------------------------- | ------------------------- | ------------------------- |
| 도고야마 니미 방면        | □ 쾌속                    | 시·종착역                 |
| 도고야마 니미 방면        | ■ 보통                    | 히바야마 히로시마 방면    |
| 서일본 여객철도 기스키 선 |                           |                           |
| 유키 신지 방면            | ■ 보통                    | 시·종착역                 |